# Fusisporium georginae
Fusisporium georginae är en svampart som beskrevs av Link 1809. Fusisporium georginae ingår i släktet Fusisporium och familjen Nectriaceae.   Inga underarter finns listade i Catalogue of Life.